# 鶴橋町
鶴橋町（つるはしちょう）は、かつて大阪府にあった町。現在の大阪市東成区、生野区の各一部に当たる。
町制施行前の鶴橋村時代には、現在の天王寺区の一部も村域に含んでいた時期がある。

## 歴史
名称は鶴が多く飛来したといわれる平野川旧河道に架かっていた橋名に由来する。なお、この橋は『日本書紀』仁徳天皇14年条に記されている猪甘津の小橋とする説もある。

### 沿革
- 1883年（明治16年） - 東成郡木野（この）村より東小橋（ひがしおばせ）村が分村。
- 1889年（明治22年）4月1日 - 町村制施行により、東成郡小橋（おばせ）村、東小橋村、木野村、猪飼野（いかいの）村、岡村が合併して鶴橋村が発足。大字木野に村役場を設置。
- 1897年（明治30年）4月1日 - 大字小橋の全域および東小橋、木野のそれぞれ城東線（現・大阪環状線）以西が大阪市へ編入され、東区鶴橋大字小橋、東小橋、木野となる。また、東成郡天王寺村大字天王寺の一部（城東線以東の飛地になった箇所）を編入し、東小橋、木野、猪飼野、岡、天王寺の5大字となる。
- 1900年（明治33年） - 東区鶴橋大字小橋、東小橋、木野が小橋元町、小橋東之町、小橋西之町、味原町、木野町、舟橋町、下味原町に改称。
- 1912年（大正元年）10月1日 - 鶴橋村が町制を施行して、鶴橋町となる。
- 1925年（大正14年）4月1日 - 鶴橋町全域が大阪市へ編入され、東成区東小橋町、鶴橋木野町、猪飼野町、岡之町、鶴橋天王寺町となる。
- 1929年（昭和4年） 東成区東小橋北之町、東小橋南之町、鶴橋北之町、鶴橋南之町、東桃谷町の新町名が起立。
- 1932年（昭和7年） 東成区猪飼野大通、猪飼野西、猪飼野中、猪飼野東の新町名が起立。
- 1943年（昭和18年）4月1日 - 分区により、旧町域のうち関急線（現・近鉄大阪線）以南が東成区から生野区へ転属。同時に区の境界変更により、東区の旧村域が天王寺区へ転属。
- 1944年（昭和19年） - 東成区猪飼野大通が大成通に改称。

## 経済

### 産業
農業
『大日本篤農家名鑑』によれば鶴橋村の篤農家は「長谷川新三郎、岡崎尚、木村作之助、倉田一郎」などがいた。

## 交通

### 鉄道路線
- 大阪電気軌道（現：近鉄大阪線）
  - 鶴橋駅